# Сомалийский воробей
Сомалийский воробей (лат. Passer castanopterus)  — вид птиц семейства воробьиных.

## Систематика
Вместе с рыжим воробьём входит в комплекс видов. Иногда эти два вида объединяют в один. Однако внешние и морфологические сходства между ними, предположительно, являются результатом конвергентной эволюции.

## Описание
Один из наиболее мелких воробьёв. Достигает в длину 130—140 мм. Развит половой диморфизм.
У самцов подвида P.c. castanopterus каштановое оперение головы. Уздечка чёрная, верхняя часть тела серая с чёрными продольными полосами на верхней части спины, надхвостье бледно-серое. Оперение крыльев каштановое с чёрными полосами. Хвост коричневый. Грудь черноватая, остальное оперение нижней части тела бледно-серое с желтоватым оттенком. Клюв в брачный период чёрный. Самка похожа на самку домового воробья.
У подвида P. c. fulgens более яркое оперение головы, нижняя часть тела желтее.

## Распространение и среда обитания
Номинативный подвид castanopterus встречается на полуострове Сомали, к югу от города Могадишио. Он встречается на высоте примерно до 1500 м. Считалось, что ареал подвида fulgens ограничен окрестностями озера Рудольф на севере Кении и югом Эфиопии. Однако в 1982 году Т. Стивенсоном были обнаружены 30 птиц в 200 км южнее озера Туркана. Этот подвид чаще всего встречается к западу от озера Рудольф.
В Сомали Passer castanopterus в основном обитает возле побережья, часто встречаясь на скалистых утесах, но также его наблюдали в засушливой, открытой местности, деревнях и городах. В Кении он встречается на открытой засушливой местности с произрастающими акациями, часто в окрестностях деревень, иногда даже залетает в сами деревни.